# جو كوانغ
جو كوانغ هو لاعب كرة قدم كوري شمالي في مركز الهجوم، ولد في 5 أغسطس 1994 في بيونغيانغ في كوريا الشمالية. شارك مع منتخب كوريا الشمالية لكرة القدم. أما مع النوادي، فقد لعب مع Sobaeksu Sports Club ‏.

## وصلات خارجية
- جو كوانغ على موقع الاتحاد الدولي (مؤرشف)  (الإنجليزية)
- جو كوانغ على موقع قاعدة بيانات كرة القدم.إي يو (الإنجليزية)
- جو كوانغ على موقع ناشيونال فوتبول تيمز (الإنجليزية)
- جو كوانغ على موقع Soccerway.com (الإنجليزية)